# Kona-Kaffee

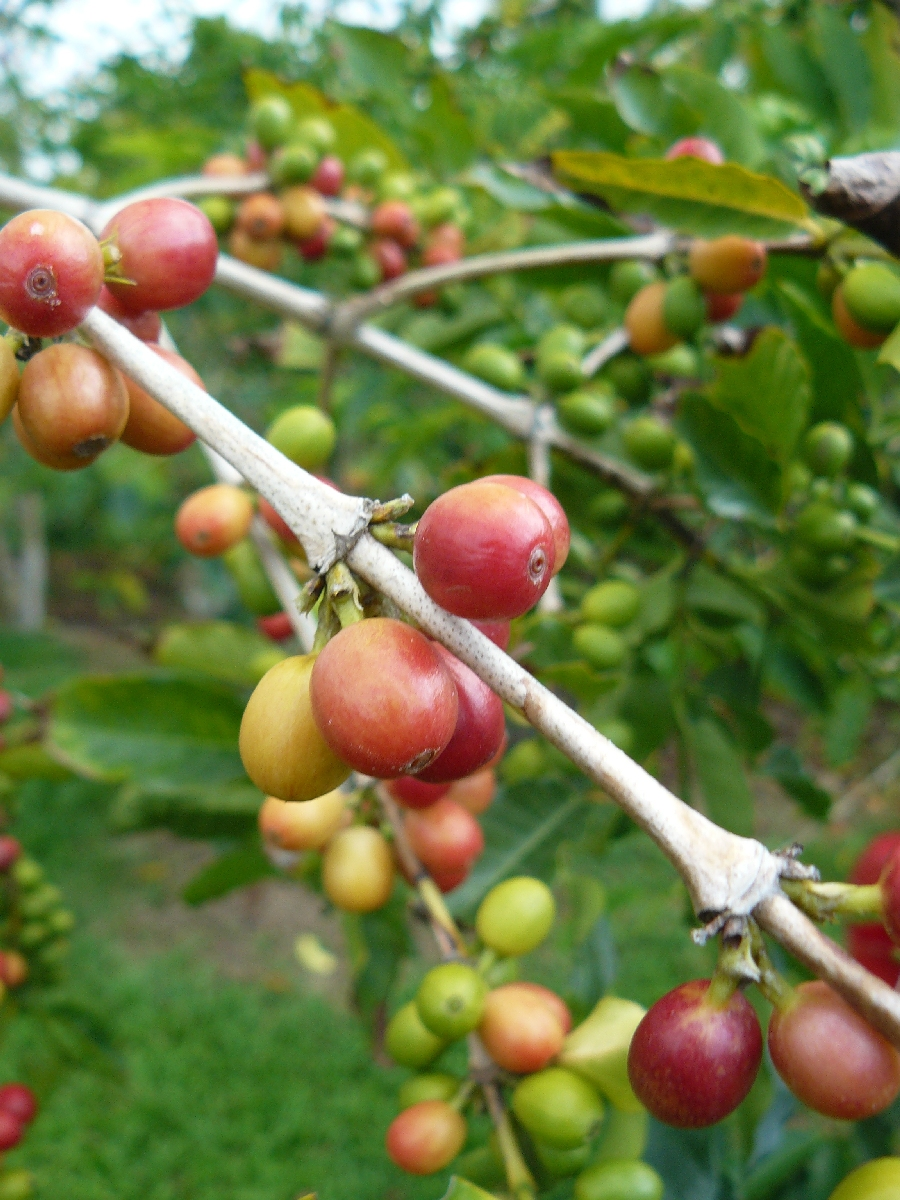
Arabica-Kirschen in Kona kurz vor der Ernte.

Kona-Kaffee ist der Handelsname für Arabica-Kaffeebohnen, die im Kona-Distrikt an der Westküste der Insel Hawaii (engl. auch Big Island) angebaut werden und die zu den teuersten Kaffeebohnen der Welt gehören. Das Anbaugebiet für Kona-Kaffee liegt an den fruchtbaren Hängen der Vulkane Mauna Loa und Hualālai und bietet günstige Bedingungen für die Produktion von hochwertigem Kaffee.
Die Arabicabohnen wurden von Samuel Ruggles im Jahr 1828 von Brasilien nach Hawaii eingeführt. Der britische Kaufmann Henry Nicholas Greenwell (1826–1891) verhalf Kona Coffee in der zweiten Hälfte des 19. Jahrhunderts zu internationaler Bekanntheit.
Der Preis für Kona-Kaffee kann in Deutschland das zehn- bis zwanzigfache herkömmlicher Arabica-Bohnen betragen, weswegen er bisweilen als billigere Kona Blend oder Kona-Mischung in den Handel gelangt. Dabei handelt es sich um einen mit Kona-Kaffee versetzten Kaffee aus herkömmlichen Arabica-Bohnen; der Anteil des Kona-Kaffees liegt in der Regel bei 10 %.